# Heart's Desire (plaats)
Heart's Desire is een gemeente (town) in de Canadese provincie Newfoundland en Labrador.

## Geschiedenis
In 1971 werd het dorp een gemeente met het statuut van local improvement district (LID). In 1980 werden LID's op basis van The Municipalities Act als bestuursvorm afgeschaft, waarop de gemeente automatisch een town werd.

## Geografie
De gemeente ligt aan de westkust van het schiereiland Bay de Verde in het zuidoosten van het eiland Newfoundland. Heart's Desire ligt aan de oevers van Trinity Bay.

## Demografie
Demografisch gezien is Heart's Desire, net zoals de meeste kleine dorpen op Newfoundland, aan het krimpen. Tussen 1991 en 2021 daalde de bevolkingsomvang van 363 naar 184. Dat komt neer op een daling van 179 inwoners (-49,3%) in dertig jaar tijd.
| Jaar | Aantal inwoners | Verschil |
| ---- | --------------- | -------- |
| 1991 | 363             | –        |
| 1996 | 339             | -6,6%    |
| 2001 | 298             | -12,1%   |
| 2006 | 226             | -24,2%   |
| 2011 | 223             | -1,3%    |
| 2016 | 213             | -4,5%    |
| 2021 | 184             | -13,6%   |